# Dana Glacier (glaciär i Antarktis)
Dana Glacier är en glaciär i Antarktis. Den ligger i Västantarktis. Argentina, Chile och Storbritannien gör anspråk på området. Dana Glacier ligger 841 meter över havet.
Terrängen runt Dana Glacier är huvudsakligen kuperad, men den allra närmaste omgivningen är platt. Trakten är obefolkad. Det finns inga samhällen i närheten.